# Имитация генерала
«Имитация генерала» (англ. Imitation General) — американский чёрно-белый комедийный военный фильм 1958 года режиссёра Джорджа Маршалла.

## Сюжет
Франция, 1944 год. Вторая мировая война.
После большого сражения в окружении отрезанными от своих оказываются трое американцев — бригадный генерал, старший сержант Мерфи «Мерф» Сэвидж (Гленн Форд) и капрал Чан Дерби (Ред Баттонс). Они приходят в фермерский дом, к молодой француженке Симоне (Тайна Элг).
Генерал решает организовать оборону, собрать других оказавшихся в окружении солдат и прорываться через брешь в позициях немцев. Но вскоре генерал, спасая жизнь сержанта Мерфа, погибает.
Первый из американских солдат появляющийся в доме — капрал Терри Селлерс (Дин Джонс) ошибочно принимает Мерфа за генерала (Мерф одетый в защитную форму без знаков различия держит шлем генерала), тем самым подавая ему идею: Мерф, вспоминая слова генерала о том, что лидерство отчаянно необходимо для сплочения дезорганизованных войск, выдаёт себя за генерала с неохотной помощью знающих, что он сержант, его первых спутников Дерби и Симоны. Однако, есть ещё одна проблема — среди пришедших солдат есть рядовой Орвилл Хатчмейер (Тайг Эндрюс), который знает Мерфа и держит на него зуб — Мерфу лучше не попадаться ему на глаза…
Под руководством «генерала» Мерфа американцам удаётся отбить пару атак немецких танков, и все это время Мерфу удаётся разными комичными способами избегать Орвилла.
В конце боя Мерфа выбивает шрапнель, что позволяет ему «умереть» как «генералу» и восстановить свою настоящую личность.

## В ролях

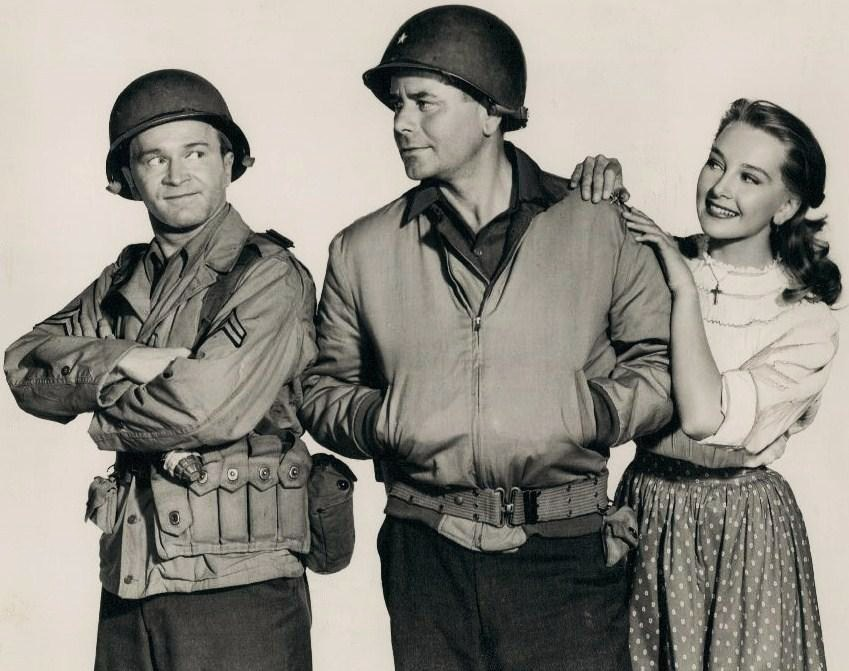
Ред Баттонс, Гленн Форд и Тайна Элг

- Гленн Форд — старший сержант Мерфи «Мерф» Сэвидж
- Ред Баттонс — капрал Чен Дэрби
- Тайна Элг — Симона, француженка
- Тайг Эндрюс — рядовой Орвил
- Дин Джонс — капрал Терри Селлерс
- Джон Вилдер — лейтенант Джеф Клэйтон
- Кент Смит — бригадный генерал Чарльз Лейн
- и другие

## Литературная основа
В основе сюжета фильма короткий одноимённый рассказ малоизвестного автора Уильяма Чемберлена опубликованный в журнале «The Saturday Evening Post» за 17 ноября 1956 года.

## Критика
В рецензии на фильм в газете «Нью-Йорк Таймс» авторитетный кинокритик Босли Краузер резко раскритиковал сюжет — «слабый сценарий», «чепуха» и «бессмыслица»:

…явно надуманная история, которая имеет тенденцию сильно запутываться. Более того, авторы и режиссёр безвкусно размахивают оружием и убийствами посреди того, что имеет характер и отношение фарса. Нехорошо видеть убегающих солдат, изрубленных пулемётным огнём или попавших в танки… Ситуация нелепая, а тактика, которую придумывает самозванец, настолько расплывчата и беспорядочна, что трудно сказать, что происходит, кроме того, что наша сторона побеждает и убивает много немцев.
Но при этом критик отметил отличное исполнение ролей всеми актёрами фильма, на игру которых просто приятно смотреть даже во всей сюжетной «чепухе».
За исполнение роли в фильме актёр Ред Баттонс номинировался на Лавровую кинопремию в категории «лучший актёр второго плана», но занял лишь четвёртое место.
Фильм был успешен в прокате: сборы составили более 3 млн долларов, более чем втрое окупив бюджет составлявший около 1 млн долларов.